# WS-2 (РСЗО)
WS-2(D) (кит. трад. 衛士二號(丁), упр. 卫士二号(丁), пиньинь Wèishì èr hào (dīng), палл. Вэйши эр хао (дин), буквально «Страж-2(D)») — китайская реактивная система залпового огня калибра 400 мм (425 мм — WS-2D). Разработана китайской госкорпорацией Sichuan Aerospace Industry Corporation (SCAIC). Базируется на шасси четырёхосного грузового автомобиля Taian ТАС-5450.

## Характеристики
- Калибр:
  - WS-2 — 400 мм
  - WS-2D — 425 мм
- Длина ракеты:
  - WS-2 — 7,302 м
  - WS-2D — 8,1 м
- Скорость: 5,6 Маха
- Масса ракеты: 1285 кг
- Масса боеголовки: 200 кг
- Точность (КВО): 600 м
- Система управления: ИНС, возможна корректировка с беспилотного летательного аппарата.
- Дальность стрельбы минимальная: 40/60 км
- Дальность стрельбы максимальная: 400 км[1]
- Управляющие поверхности: стабилизаторы и аэродинамические рули
- В 2014 г. в НОАК имелось около 4000 РСЗО, включая WS-2[2]

РСЗО большой дальности, которым в наибольшей степени соответствует WS-2D, упоминаются в передаче телеканала Россия-24

## На вооружении
- Китай
- Судан